# Conradina
Conradina és un gènere de plantes angiospermes de la família de les lamiàcies (Lamiaceae). Són plantes natives del sud-est dels Estats Units. Es troben en tres localitzacions separades, una petita zona entre el sud de l'estat de Kentucky i el nord-est de Tennessee, la península de Florida i la zona compresa entre el sud d'Alabama i les zones contigües del nord-oest de l'estat de Florida i del sud-est de Mississipi i 

## Descripció
Són arbusts perennifolis compactes de branques erectes. Les fulles son fragants, amb una olor que recorda el romaní, estretes, enteres i amb el limbe revolut. Les flors poden ser solitàries o agrupades en inflorescències axil·lars cimoses. El calze té forma tubular amb dos llavis, el superior té tres lòbuls petits i l'inferior dos d'estrets i més llargs. La corol·la és bilabiada, de color entre blanc, violaci i porpra, el llavi superior és erecte i una mica còncau, l'inferior presenta tres lòbuls i acostuma a tenir punts porpra.

## Taxonomia
Aquest gènere va ser publicat per primer cop l'any 1870 a la revista Proceedings of the American Academy of Arts and Sciences de Boston, pel botànic estatunidenc Asa Gray (1810-1888). El nom del gènere està dedicat al botànic estatunidenc Solomon White Conrad ( 1779-1831).

### Espècies
Dins del gènere Conradina es reconeixen les cinc espècies següents:
- Conradina canescens A.Gray
- Conradina cygniflora C.E.Edwards, Judd, Ionta & Herring
- Conradina glabra Shinners
- Conradina grandiflora Small
- Conradina verticillata Jennison